# Teluk Sungka
Teluk Sungka is een bestuurslaag in het regentschap Indragiri Hilir van de provincie Riau, Indonesië. Teluk Sungka telt 1398 inwoners (volkstelling 2010).